# Station Struga Warszawska
Station Struga Warszawska is een spoorwegstation in de Poolse plaats Marki.